# Лило и Стич
«Ли́ло и Стич» (англ. Lilo & Stitch) — американский анимационный научно-фантастический комедийный фильм 2002 года производства Walt Disney Feature Animation и выпущенный Walt Disney Pictures. Написанный и снятый Крисом Сандерсом и Дином Деблуа в их дебюте в режиссуре, фильм также продюсировал Кларк Спенсер и основывался на оригинальной концепции, разработанной Сандерсом. Главные персонажи озвучены Дэви Чейз и самим Сандерсом, а второстепенные голоса принадлежат Тии Каррере, Дэвиду Огдену Стейерсону, Кевину Макдональду, Вингу Реймсу, Джейсон Скотту Ли, Зое Колдуэлл и Кевину Майклу Ричардсону.
Это был второй из трех полнометражных мультфильмов Disney, произведённых преимущественно на анимастудии во Флориде, расположенной в Disney-MGM Studios близ Орландо.
Сюжет вращается вокруг отношений между сиротой-гавайкой Лило Пелекай, которой после гибели родителей приходится жить со старшей сестрой Нани, и генетически спроектированным существом под названием Эксперимент 626 («Стич»), которое было создано, чтобы создавать хаос и разрушение. Первоначально используя девочку для своего спасения от Галактического союза, Стич постепенно устанавливает эмоциональную привязанность к Лило благодаря традиционному гавайскому понятию «Охана», означающему семейную сплоченность. Этот опыт заставляет Стича переосмыслить свое деструктивное назначение ради сохранения новой семьи.
Идея персонажа Стича зародилась у Сандерса ещё в 1985 году, а проект начал развиваться полноценно в 1997-м по инициативе Томаса Шумахера, президента отдела анимации Disney, предложившего концепцию «Дамбо для нового поколения». Анимационные стили и фоновые акварели вдохновлены классическими работами студии, такими как «Белоснежка и семь гномов».
Саундтрек к фильму насыщен музыкой Элвиса Пресли, а музыкальную партитуру создал композитор Алан Сильвестри.
Картина вышла в прокат 21 июня 2002 года и получила высокие оценки критиков, похваливших сценарий, чувство юмора, обаятельность героев и свежесть идеи. Несмотря на бюджет в 80 млн долларов, фильм собрал свыше 273 млн долларов по всему миру и удостоился номинации на Оскар за лучший анимационный фильм, уступив лишь картине Хаяо Миядзаки «Унесённые призраками».
Феноменальный успех позволил расширить вселенную картины, создав серию продолжений, сериалов и ремейк с живыми актёрами, вышедший в 2025 году. 

## Описание

### Сюжет
Злой гений Джамба Джукиба, ведущий инженер компании «Гэлэкси Дэфенс Индастрис», предстаёт перед советом Галактической Федерации по обвинению в создании 626 незаконных генетических образцов. Весомым доказательством этого является эксперимент № 626, которого отправляют на астероид в межгалактическую тюрьму. Однако ему удаётся бежать на Землю. Чтобы остановить его, совет Федерации решает отправить вслед его создателя — Джамбу Джукибу и эксперта по Земле агента Венди Пликли, он должен присматривать за Джамбой.
626 приземляется на гавайский остров Кауаи и попадает в приют для собак, прикидывается собакой и решает использовать земную девочку по имени Лило в качестве прикрытия. У Лило трудное детство: родители погибли, отношения со старшей сестрой не складываются, а единственные потенциальные подруги издеваются над ней. Лило ждёт настоящего и верного друга, который будет искренне и до самого конца ей предан. Этого друга она находит в лице 626.
Тем временем «сезон охоты» на 626 уже открыт — Джамба и Пликли идут по следу. Джамба уверен: усмирить эксперимент № 626 нельзя. Однако Лило удаётся казалось бы невозможное — она смогла подружиться с экспериментом 626, которого она приютила и вскоре называет его Стич. Стич как ни странно действительно сдружился с ней; совет Галактической Федерации увольняет Пликли и отправляет на Землю капитана Федерации Ганту.
Ганту случайно ловит Лило, но её спасает Стич. В итоге глава совета принимает решение оставить Стича на Земле под опекой Лило, а вся её семья, в которой Стич состоит, живёт теперь под защитой Галактической Федерации.

### Персонажи
- Стич (англ. Stitch/Experiment 626) — инопланетный генетический эксперимент, созданный инженером «Гэлэкси Дэфенс Индастрис» (а на деле злым гением), Джамбой Джукибой. Главный герой мультфильма. Эксперимент 626 предназначен для создания хаоса и разрушений. Генетический эксперимент отличается исключительной вспыльчивостью и разрушительным поведением. Был перевоспитан Лило в преданного и доброго друга, всегда готового прийти на помощь. Любимый напиток Стича — кофе, книга — «Гадкий утенок», фильмы (поначалу) — разрушительные, о здоровых монстрах и пауках. Обожает рок-н-ролл и кокосовые пирожные.
- Ли́ло Пелека́и (англ. Lilo Pelekai, в переводе с гавайского языка Лило означает «потерянный»[9]) — главная героиня мультфильма. Маленькая девочка 7 лет (в начале фильма 6 лет), живущая на Гавайских островах на острове Кауаи вместе со своей старшей сестрой Нани. Весьма неординарная и эксцентричная личность, что вызывает затруднения в её общении со сверстниками. Поэтому Лило восполняет этот недостаток в общении со Стичем, которого окружающие принимают за пса. Лило посещает хула, а одним из её хобби является фотографирование тучных людей на пляже. Кроме того, Лило нравятся киноужасы, научно-фантастические фильмы. Но, вместе с тем, она — очень добрый человек, который своей добротой превращает космического монстра в милое и ласковое существо. Кумир Лило — Элвис Пресли. Девочка любит рисовать и кормить рыбку Пузана сэндвичем с вареньем.
- На́ни Пелека́и (англ. Nani Pelekai) — старшая сестра Лило. Заботится о Лило с того времени, как умерли их родители, сильно боится её потерять и очень любит её.
- Дэвид Кауина (англ. David Kawena) — друг Лило и Нани, серфингист и факир. Пытается пригласить Нани на свидание (в конце, когда показываются фотографии, видна одна, где Нани и Дэвид сидят у костра — видимо, свидание удалось).
- Джамба Джукиба (англ. Jumba Jookiba) — инопланетянин с планеты Квилтакуан (Kweltikwan). Работал инженером в «Гэлэкси Дэфенс Индастрис» на планете Туро (Turo). Изначально хотел поймать Стича, но в конце помогает выручить Лило и становится хорошим другом Лило и Нани, и членом семьи. Однако, он склонен ко лжи, часто совершает необдуманные поступки и быстро меняет своё мнение. Джамба гениально умён и развит практически во всех областях науки. Несмотря на то, что считает себя злым гением, он очень добр. Был отправлен на Землю вместе с агентом Пликли для поимки Эксперимента 626. Джамба состоит в клубе космических злых гениев, специализируется на генетических мутантах.
- Агент Венди Пли́кли (англ. Agent Wendy Pleakley) — сотрудник службы наблюдения за другими планетами, эксперт по Земле. Был отправлен на Землю для того, чтобы присматривать за Джамбой и помогать ему в поимке Стича, но в конце принял участие в спасении Лило и стал хорошим другом для Лило и Нани, и членом семьи. У Пликли три ноги, шея на шарнирах, один огромный глаз, два языка и маленькая голова. Истеричный, плаксивый, склонный к панике и обморокам. Любит носить платья и парики, выдавая себя за земную женщину. Боится своей родной семьи и брака. У него мания наводить порядок, орать, во всё вмешиваться и первым сбегать. Очень самоуверенный. Джамба любит его попугать и посмотреть, как тот орёт и удирает. Пликли трусоват и очень говорлив. Специалист по моде.
- Кобра Баблс[10] (англ. Cobra Bubbles) — бывший агент ЦРУ, спасший планету от инопланетян (убедив в том, что москитам грозило вымирание), теперь — социальный работник. Кобра Баблс вездесущ. Он обо всем быстро узнает и часто появляется в самое неудобное время. Он знаком с главой Совета Галактической Федерации.

## Актёрский состав
| Актёр                 | Роль                                 |
| --------------------- | ------------------------------------ |
| Крис Сандерс          | Стич                                 |
| Дэйви Чейз            | Лило Пелека́и                         |
| Тиа Каррере           | Нани Пелека́и                         |
| Дэвид Огден Стайерс   | Джамба Джукиба                       |
| Кевин Макдональд      | Венди Пликли                         |
| Винг Рэймс            | Кобра Баблс                          |
| Джейсон Скот Ли       | Дэвид Кауина                         |
| Кевин Майкл Ричардсон | Капитан Ганту                        |
| Зои Колдуэлл          | Глава Совета Галактической Федерации |
| Кунева Мук            | Мозес Пулоки, куму-хула              |
| Миранда Пейдж         | Мертл Эдмондс                        |

## История создания

### Ранний этап
В конце 1990-х годов тогдашний главный исполнительный директор компании Майкал Айснер решил сконцентрироваться на производстве менее масштабных и дорогих проектов — в качестве примера, Айснер приводил фильм «Дамбо» — бюджетную постановку, за которой последовали более дорогие «Пиноккио» и «Фантазия». Перед Крисом Сандерсом, главой отдела раскадровок студии «Disney Feature Animation», была поставлена задача придумать концепцию нового фильма, и Сандерс вернулся к своей старой задумке — персонаж Стича был создан им ещё в 1985 году для так и нереализованной детской книги. Руководство хотело, чтобы действие происходило не в городе — по первоначальной задумке события разворачивались в штате Канзас. Однако для Сандерс более важной локацией были Гавайи — которые идеально вписывались в сюжет; кроме того, ни в одном из мультфильмов действие не происходило на Гавайских островах:
Чаще всего действие происходило в древние времени или средневековье — в тих эпохах корни всех сказок. Поэтому перенести действие на Гавайи — это большой прыжок. Это помогло бы придать истории новые краски и подарить нам больше творческой свободы

### Сценарий
Дин Деблуа, который работал над «Мулан» был назначен одним из режиссёров и сценаристов «Лило и Стича», а Кларк Спенсер стал исполнительным продюсером. В отличие от предыдущих проектов студии, и фильмов компаний-конкурентов, творческая команда картины работала самостоятельно, без вмешательства руководства — вплоть до начала этапа непосредственного производства. Сандерс создавал персонажей и локации исключительно такими, какими их себе представлял.
Когда художники-аниматоры посетили остров Кауаи (здесь проходили съёмки фильмов «Индиана Джонс: В поисках утраченного ковчега» и трилогии «Парк Юрского периода») в поисках вдохновения, их гид объяснил значение слова «оха́на» (гав. ʻohana), как важную составляющую гавайской культуры, «семью» в более в широком смысле слова — по словам Деблуа, эта мысль и стала одним из главных мотивов мультфильма:
Куда бы мы ни пошли, казалось, что наш гид был знаком с каждым. Он объяснил нам смысл «оханы», чувство семьи, которая уходит далеко за рамки кровного родства. Эта мысль так повлияла на нас, что стала главным мотивом картины, побудившим Стича изменится, несмотря на то, что он был создан разрушителем
Ещё одно важной темой фильм стали взаимоотношения двух сестёр — как оказалось, не самый распространённый сюжет в американском кинематографе. Перед создателями стояла непростая задача — сбалансированно показать в сюжете бедственное положение гавайских семей, ставшее результатом рецессии в экономике, и невероятную красоту местной природы.

### Актёры озвучания
Крис Сандерс сам озвучил главного персонажа — искусственно созданного инопланетянина по прозвищу Стич. Тиа Каррере — уроженка Гонолулу — озвучила старшую сестру Нани. Джейсон Скот Ли, выросший на Гавайских островах, получил роль Дэвида — коллеги и потенциального возлюбленного Нани. Актёры участвовали в написании диалогов, чтобы форма речи в сценарии больше соответствовала разговорному стилю региона с использованием местного сленга.

### Дизайн и анимация
В отличие от картин предыдущих десятилетий, Сандерс и Деблуа решили использовать при создании фонов акварель, а не традиционную технику гуашью. Акварелью рисовали ранние короткометражные фильмы и картины «Белоснежка и семь гномов» (1937), «Пиноккио» (1940) и «Дамбо» (1941) — однако к середине 1940-х годов студия перешла на работу с гуашью. Сандерс решил, что акварель поможет привнести в историю больше яркий красок, однако это потребует тренировок художников в работе с окружающей средой. Кроме того, часть изображений создавалась на компьютерах для экономии бюджета.
Дизайн персонаж основан на видении Сандерса с сочетанием традиционной анимации студии. Из-за ограничений бюджета мелкие детали — например, карманы и узоры на одежды — рисовались позже; поскольку было также установлено ограничение использование теней, действие большинства сцен происходило в затемнённых местах, чтобы тени можно был использовать в более важных эпизодах.
Космические корабли должны были напоминать морскую флору и фауну — по форме, они были похожи на китов и крабов.

### Изменения
Несколько существенных изменений произошло на стадии производства после первых тестовых показов картины:
- Изначально Стич был лидером межгалактической банды, а Джамба — его бывшим друг, которого нанимает Галактический совет (англ. Intergalactic Council) для поимки Стича[11]. Однако реакция тестовой аудитории привела к созданию сюжетной линии, где Джамба был создателем Стича[11].
- В сцене галактического суда, персонаж Джамбы отсутствует, а на Стиче — защитный костюм. Однако потом режиссёры решили, что совет будет судить Джамбу за создание Стича.
- Зрители посчитали слишком жестокой первоначальную версию эпизода, в котором Джамба пытается поймать Стича в доме Лило и Нани, тогда создатели решили добавить в неё больше комедии.
- Лило знакомит Стича с рыбкой по прозвищу Пузан (англ. Pudge) — что в итоге приводит к гибели рыбы. Лило относит рыбку на кладбище, где похоронены её родители, а Стич понимает, что у его поступков есть последствия — зрители посчитали эпизод слишком трагичным.
- Из фильма удалили эпизод, в котором Нани приносит пиццу, а затем Лило рассказывает сама себе историю перед сном о вонючем медведе по имени Тостер (англ. Toaster); зрители решили, что Нани — мать Лило. Эпизод заменили на сцену, в которой Лило и Нани говорят о своей семье.
- Когда Лило пытается сделать из Стича порядочного гражданина, девочка предупреждает посетителей пляжа о том, что скоро будут тестировать работу системы оповещения о приближающемся цунами.

Больше всего изменений коснулись финальной части истории — в оригинальной версии Стич, Нани, Джамба и Пликли угоняют самолёт «Boeing 747» из аэропорта Лихуэ, чтобы спасти Лило — герои преследуют космический корабль капитана Ганту, круша высотные здания в Гонолулу. Но после событий 11 сентября 2001 года финал картины был полностью переработан — герои садились на корабль Джамбы, а погоня происходила среди гор Кауаи. За несколько недель до окончания этапа производства картины создателям пришлось заменить полностью компьютерный самолёт на инопланетный корабль Джамбы, сохранивший сходство с «Boeing 747». Однако даже с учётом этих изменений студии удалось остаться в рамках изначального бюджета картины, и закончить 2 последние минуты картины, показывающих Лило, Нани и Стича одной семьёй.

## Продвижение

### Рекламная кампания
Студия выпустила серию рекламных роликов, в которых Стич появляется в знаменитых сценах других картин эпохи ренессанса компании — «Красавица и Чудовище», «Русалочка», «Аладдин» и «Король-лев». Промо-ролики получили название «Inter-Stitch-als» — они появились на официальном сайте студии и DVD-издании картины; актёры других проектов вновь озвучили своих персонажей. Трейлеры и рекламные ролики также использовали в качестве саундтрека песню «Back In Black» группы AC/DC вместе с песнями Элвиса Пресли и их кавер-версиями, прозвучавшими в самом фильме. Персонаж Стича продвигался как «белая ворона в семье Диснея» (англ. Disney Family Black Sheep).
Перед выходом фильма короткие комиксы о Лило и Стиче появились в выпусках журнала «Disney Adventures» — они рассказывали о событиях в жизни персонажей до фильма, в том числе о создании и побеге Стича. Однако после выхода картины «Лило и Стич 2: Большая проблема Стича» комиксы перестали быть каноном, так как они противоречили сюжету мультфильма. Большая часть историй из журнала была позже переиздана под одной обложкой — «Disney Adventures Comic Zone, Vol. 1: Lilo & Stitch».

### Саундтрек
Певец Марк Кеали’и Хо’омалу и композитор Алан Сильвестри написали для фильма две песни, которые Марк исполнил вместе с детским хором школы Камехамеха. В саундтрек также вошли 5 песен в исполнении американского певца Элвиса Пресли, и кавер-версии его песен «Burning Love» в исполнении американской кантри-певицы Вайнонны Джадд, «Suspicious Minds» в исполнении британца Гарета Гейтса и «Can’t Help Falling In Love» шведской группы A*Teens. В «Лило и Стиче» использовано больше всего песен Элвиса Пресли среди всех фильмов, где звучали его композиции — включая те, в которых снимался сам певец. Официальный альбом был выпущен лейблом «Walt Disney Records» 11 июня 2002 года на CD-дисках и аудио-кассетах. 23 июня 2003 года альбом получил статус «Платинового» — продажи превысили отметку в 1 миллион копий.
| №   | Название                       | Исполнители                                                      | Длительность |
| --- | ------------------------------ | ---------------------------------------------------------------- | ------------ |
| 1.  | «Hawaiian Roller Coaster Ride» | Mark Kealiʻi Hoʻomalu & The Kamehameha Schools Children's Chorus | 3:28         |
| 2.  | «Stuck On You»                 | Элвис Пресли                                                     | 2:25         |
| 3.  | «Burning Love»                 | Вайнонна Джадд                                                   | 3:10         |
| 4.  | «Suspicious Minds»             | Элвис Пресли                                                     | 3:23         |
| 5.  | «Heartbreak Hotel»             | Элвис Пресли                                                     | 2:13         |
| 6.  | «Devil In Disguise»            | Элвис Пресли                                                     | 2:30         |
| 7.  | «He Mele No Lilo»              | Mark Kealiʻi Hoʻomalu & The Kamehameha Schools Children's Chorus | 2:28         |
| 8.  | «Hound Dog»                    | Элвис Пресли                                                     | 2:27         |
| 9.  | «Can’t Help Falling In Love»   | A*Teens                                                          | 3:07         |
| 10. | «Stitch To The Rescue (Score)» | Алан Сильвестри                                                  | 5:57         |
| 11. | «You Can Never Belong (Score)» | Алан Сильвестри                                                  | 3:56         |
| 12. | «I'm Lost (Score)»             | Алан Сильвестри                                                  | 4:43         |

В фильме также звучала песня «Aloha Oe» в исполнении Тиа Каррере — студийная версия композиции выходила в альбоме актрисы «Hawaiiana» 2007 года.

#### Позиции в чартах
Недельные чарты:
| Chart (2002)                      | Peak position |
| --------------------------------- | ------------- |
| Австралия (ARIA)                  | 9             |
| Австрия (Ö3 Austria)              | 44            |
| Германия (Offizielle Top 100)     | 80            |
| США (Billboard 200)               | 11            |
| США (Billboard Soundtrack Albums) | 1             |

По итогам года:
| Chart (2002)                     | Position |
| -------------------------------- | -------- |
| US Billboard 200                 | 151      |
| US Soundtrack Albums (Billboard) | 10       |
| Chart (2003)                     | Position |
| US Soundtrack Albums (Billboard) | 13       |

Сертификация:
| Регион                                                      | Сертификация | Продажи    |
| ----------------------------------------------------------- | ------------ | ---------- |
| Австралия (ARIA)                                            | Золотой      | 35 000^    |
| США (RIAA)                                                  | Платиновый   | 1 000 000^ |
| ^ Данные о тиражах приведены только на основе сертификации. |              |            |

### Видеоигры
В 2002 году было выпущено три официальные игры, которые повторяли сюжет мультфильма: «Lilo & Stitch: Trouble In Paradise» для PlayStation и Microsoft Windows; «Disney’s Lilo & Stitch» — версия игры для Game Boy Advance и «Disney’s Stitch: Experiment 626» для PlayStation 2.

## Релиз
«Лило и Стич» стал 42-м полнометражным анимационным фильмом студии Уолта Диснея. Фильм вышел в прокат в кинотеатрах Северной Америки 21 июня 2002 года. Премьера в кинотеатрах стран СНГ состоялась 26 декабря 2002 года.

### Кассовые сборы
При бюджете $80 миллионов «Лило и Стич» стартовал в североамериканском прокате со второго места с кассой $35 260 212 в первый уикенд, собрав на $500 000 меньше фильма Стивена Спилберга «Особое мнение», и $127 349 813 во всём остальном мире. На второй недели фильм оказался на третьей строчке — вновь уступив картине Спилберга и комедии «Миллионер поневоле», а после выхода фантастики «Люди в чёрном 2» — оказался на четвёртом месте. Однако фильм показал уверенный результат даже после выхода блокбастеров «Человек-паук» и «Звёздные войны. Эпизод II: Атака клонов», а также комедии от студии «Warner Bros.» «Скуби-Ду».
Сборы в США и Канаде — $145,8 миллиона, за рубежом — $127,3 миллиона; общая касса в итоге составила $273 144 151. «Лило и Стич» стал вторым самым кассовым анимационным фильмом года после комедии «Ледниковый период» студии 20th Century Fox — лишь им удалось добраться до отметки в 100 миллионов долларов в этом году. Согласно порталу «Box Office Mojo» за время проката фильма было продано больше 25 миллионов билетов.

### Критика и отзывы
На сайте «Rotten Tomatoes» рейтинг фильма составляет 87 % на основе 149 обзоров, и 77 % одобрения от зрителей: «Более дерзкий, чем традиционные фильмы студии, „Лило и Стич“ исследует проблемы взаимоотношений в семье, делая это весело и очаровательно». Средняя оценка картины на «Metacritic» — 73 из 100 на основе 30 — «в основном, положительных обзоров», а также зрительский рейтниг 8.4 из 10. Средняя зрительская оценка на сайте «CinemaScore» — «A» по шкале от «A+» до «F». На сайте «Кинопоиск» у фильма рейтинг 7.742 на основе 93 556 оценок зрителей (по состоянию на июль 2022, картина находится на 151-м месте в списке «250 лучших фильмов» по мнению зрителей); на «Internet Movie Database» — 7.3 из 10 на основе оценок 187 503 пользователей (на июль 2022).
Роджер Эберт из «Chicago Sun-Times» присвоил фильму 3,5 звезды из 4: «Это один из самых очаровательных полнометражных мультфильмов последние лет — смешной, поразительный, дерзкий, оригинальный и с шестью песнями Элвиса!». Питер М. Николс заявляет, что через образ Нани и её борьбу фильм обращается к детям старшего возраста лучше, чем такие попытки студии как «Планета сокровищ», «Атлантида: Затерянный мир» и «Похождения императора».
Российская критика также встретила фильм с восторгом. Так, Михаил Судаков назвал мультфильм лучшим не только 2002 года, но и чуть ли не последнего десятилетия. Он отметил безупречную стилизацию, очень качественную анимацию и технику рисования, точные и мастерски написанные диалоги, а также большое количество тонкого, умного и непошлого юмора. Дарья Вандербург из журнала «Афиша» отмечает одну сцену, когда зрители просто обязаны всплакнуть (сцена, в которой инопланетянин грустит над книжкой «Гадкий утёнок»). В целом, пишет Вандербург, фильм получился не очень смешным, но несколько достойных моментов всё же есть. На сайте «Настоящее кино» мультфильму поставили наивысшую оценку и порекомендовали к просмотру: «Крис Сандерс создал поистине смешной и увлекательный мультфильм. Невероятные приключения пришельца на Земле не оставят равнодушным никого: люди всех возрастов будут смеяться над проделками этого маленького ушастого миляги». Саша Хорь на страницах «Газеты.ру» отмечает точно просчитанное, но вполне осязаемое обаяние мультфильма; симпатичных героев, заставляющих сочувствовать им; и большое количество отсылок к разным кинохитам. Также автор утверждает, что фильм не стыдный и плохому не научит.

### Награды и номинации
В 2003 году мультфильм получил номинацию на премию «Оскар» в категории «Лучший полнометражный анимационный фильм», но уступил титул картине «Унесённые призраками».

### Выход на видео
Фильм вышел на VHS и DVD 3 декабря 2002 года. В первый же день было продано более 3 миллионов копий DVD. Релиз от «THX» содержал множество дополнительных материалов — игру «Build An Alien Experiment», аудио-комментарии создателей, музыкальные видео, удалённые сцены, тизер-трейлеры и бонусы для DVD-ROM. В 2003 году было объявлено о выходе 2-дискового издания — «Special Edition» релиз состоялся в Великобритании 22 августа 2005 года вместе с выходом мультфильма «Лило и Стич 2: Большая проблема Стича», а релиз в США неоднократно переносился. Вплоть до 24 марта 2009 года — издание получило название «Большая волна» (англ. Big Wave Edition). В него вошли диск с предыдущего релиза, 2-часовой документальный фильм о создании, больше удалённых сцен, роликов со съёмочной площадки и несколько игр. 11 июня 2013 фильм вместе с сиквелом впервые вышел на Blu-ray в составе «2-Movie Collection».
В британском видео-релизе была опубликована одна альтернативная сцена. Лило прячется от сестры не в сушилке для белья, а в комоде. Позже эта же версия эпизода появилась на стриминг-сервисе «Disney+».
В России на VHS мультфильм выпустила компания «ВидеоСервис». Компания также выпустило издание со всеми тремя полнометражными фильмами серии. Позже фильм перевыпустила компания «Уолт Дисней Компани СНГ» — отдельным релизом, и с мультфильмом «Лило и Стич 2: Большая проблема Стича».

## Франшиза
Успех ленты позволил студии запустить в производство ряд проектов по мотивам первого фильма.

### Продолжения
26 августа 2003 года сразу-на-видео вышел фильм-сиквел «Новые приключения Стича». Он служил пилотным эпизодом мультсериала «Лило и Ститч» — он продержался в эфире 3 сезона, с 20 сентября 2003 по 29 июля 2006 вышло 65 20-минутных эпизодов. Главные герои пытаются поймать «результаты» всех экспериментов Джамбы. Финалом сериала стал телевизионный анимационный фильм «Лерой и Стич» — премьера состоялась 23 июня 2006. 30 августа 2005 года сразу-на-видео вышел ещё один анимационный фильм — «Лило и Стич 2: Большая проблема Стича» — его события происходят между мультфильмами «Лило и Стич» и «Новые приключения Стича». На DVD-диске вместе с мультфильмом вышла короткометражная история «Происхождение Ститча» (англ. The Origin Of Stitch).

### Спин-оффы
В марте студия объявила о работе над аниме-сериалом «Стич!», действие которого происходило в Японии, а главной героиней была девочка Юна Камихара — эпизоды шоу выходили с октября 2008 по март 2011. Производством первых двух сезонов занималась студия «Madhouse», а над третьим и двумя специальными выпусками 2012 и 2015 годов работала «Shin-Ei Animation».
С 27 марта по 6 апреля 2017 года в Китае транслировался анимационный сериал «Стич и Ай» производства «Anhui Xinhua Media» и «Panimation Hwakai Media». События разворачивались в горах Хуаншань и рассказывали о дружбе Стича и девочки Ванг Ай Линг. В отличие от «Стича!» производство шоу и озвучивание велись на английском языке, а в работе приняли участие художники мультсериала «Лило и Ститч», а уже потом сериал дублировали на севернокитайский. Английская версия транслировалась в Юго-Восточной Азии в феврале 2018 года.

### Игровой ремейк
3 октября 2018 года «The Hollywood Reporter» сообщил, что «Walt Disney Pictures» разрабатывает ремейк с живыми актёрами, который будут продюсировать Дэн Лин и Джонатан Эйрих, а сценарий напишет Майк Ван Ваэс. 4 февраля стало известно, что фильм выйдет на стриминг-сервисе «Disney+», а Крис Сандерс вновь озвучит Ститча — съёмки начнутся в конце 2020 года на Гавайях. Как бы там ни было, 13 ноября 2020 года Джон М. Чу может стать режиссёром картины, но было неясно — выйдет ли фильм в кинотеатральный прокат или сразу на стриминге. В мае 2021 года Чу покинул проект из-за напряжённого рабочего графика — он работал над киноадаптацией мюзикла «Злая» и продолжением фильма «Безумно богатые азиаты». В июле 2022 СМИ сообщили, что режиссёр фильма «Марсель, ракушка в ботинках» Дин Флейшер-Кэмп возглавит постановку. Релиз запланирован на май 2024 года. Однако в августе 2024 года фильм был перенесен. И выйдет в кинотеатрах 23 мая 2025 года.

### Компьютерные игры
Кроме игр, выпущенных вместе с релизом первого фильма, Ститч и другие персонажи появляются в других проектах: «Kingdom Hearts II», «Kingdom Hearts III» для PlayStation Portable; «Disney Magical World» и «Disney Magical World 2» для Nintendo 3DS; второй и третьей частях серии «Disney Infinity»; а также «Kinect: Disneyland Adventures», «Disney Magic Kingdoms» и «Disney Mirrorverse» для мобильных устройств.